# Günther Fiebig
Günther Fiebig (6 de Março de 1920 - 7 de Junho de 1984) foi um comandante de U-Boot que serviu na Kriegsmarine durante a Segunda Guerra Mundial.